# کریستین هیدالگو
کریستین هیدالگو (انگلیسی: Cristian Hidalgo؛ زادهٔ ۲۱ سپتامبر ۱۹۸۳) بازیکن فوتبال اهل اسپانیا است.
از باشگاه‌هایی که در آن بازی کرده‌است می‌توان به باشگاه فوتبال هرکولس، باشگاه فوتبال مغرب تطوان، باشگاه فوتبال بارسلونا سی، باشگاه فوتبال چنایین، باشگاه فوتبال الچه، باشگاه فوتبال بارسلونا بی، باشگاه فوتبال دپورتیوو لاکرونیا، باشگاه فوتبال بنی سخنین، باشگاه فوتبال نووارا، و باشگاه فوتبال بارسلونا اشاره کرد.